# Jellinge stenene et flyttet til odense
dette er sket for ganske nyligt fordi der var ikke plads til dem mere så nu kan de findes i odense